# تاريخ تعليم الصم في أفريقيا
قبل عام 1956، كانت المدارس الوحيدة للصم في أفريقيا موجودة في مصر وجنوب أفريقيا. وقد جلب أندرو فوستر لغة الإشارة الأمريكية ومدارس الصم إلى أفريقيا في عام 1956. بعد وفاة أندرو فوستر في عام 1986، استمرت مدارس الصم في التنوع والانتشار عبر أفريقيا.

## غانا
تم تقديم التعليم الخاص بالصم لأول مرة من قبل أندرو فوستر في عام 1957، ولم يكن هناك تعليم أو منظمات للصم قبل ذلك.
أدخل أندرو فوستر لغة الإشارة الغانية، وهي نوع من لغة الإشارة الأمريكية. وتُعد لغة الإشارة الغانية اللغة الوطنية للصم في غانا. ومع ذلك، فإن لغة الإشارة الغانية تُهدد اللغات الإشارية المحلية، مثل لغة الإشارة في أداموروبه ولغة الإشارة في نانابين.
هناك باحثون يعملون على توثيق لغة الإشارة في أداموروبه، ومعظم اللغات الإشارية المحلية أو القروية غير موثقة.
يوجد تسع مدارس للصم في غانا.

## كينيا
- تعليم الصم في كينيا.

## نيجيريا
تم تقديم التعليم الخاص بالصم لأول مرة من قبل أندرو فوستر في عام 1957، ولم يكن هناك أي تعليم أو منظمات للصم قبل ذلك. وقد أدخل لغة الإشارة الغانية، وهي لهجة من لغة الإشارة الأمريكية. وفي عام 1960، تم إدخال لغة الإشارة النيجيرية، وهي أيضًا لهجة من لغة الإشارة الأمريكية، وتُعد اللغة الإشارية الوطنية في نيجيريا.
كانت هناك لغات إشارة محلية موجودة قبل إدخال هذه اللغات، مثل لغة الإشارة بورا التي يستخدمها شعب بورا في منطقة نائية جدًا.
يتم تدريب المعلمين التشاديين للصم في نيجيريا. وتوجد مدارس للصم في نجامينا وساره وموندو.

## جنوب أفريقيا
بدأ التعليم الخاص بالصم في جنوب أفريقيا في أواخر القرن التاسع عشر من خلال مدارس تديرها البعثات التبشيرية، مثل تأسيس مدرسة سانت فنسنت للصم في جوهانسبرغ عام 1934، والتي اعتمدت بشكل رئيسي على الأساليب الشفوية. ومع ذلك، لم يتم الاعتراف الرسمي بإدخال لغة الإشارة الجنوب أفريقية في التعليم إلا بعد نهاية نظام الفصل العنصري في عام 1994، مما شكّل تحولًا نحو مناهج شاملة وثنائية اللغة.

## تونس
أسفرت الثورة التونسية في كانون الثاني 2012 عن نتائج إيجابية بالنسبة للسكان الصم في تونس. فقد سُمح للأشخاص الصم بالتصويت لأول مرة منذ خمسين عامًا. كما توجد أيضًا دراسات بلغة الإشارة الإيطالية.